# Mimetillus moloneyi
Mimetillus moloneyi es una especie de mamífero quiróptero de la familia Vespertilionidae. Es la única especie del género Mimetillus, descrita por Oldfield Thomas en 1891. Este murciélago es comúnmente conocido como el "murciélago de Moloney" y se encuentra ampliamente distribuido en diversas regiones de África subsahariana.

## Distribución geográfica
Mimetillus moloneyi habita en África subsahariana, incluyendo países como Nigeria, Kenia, Uganda, Tanzania, Zambia, Malawi y Mozambique. Prefiere hábitats abiertos y bosques de sabana, aunque también se encuentra en áreas de bosque más denso y zonas agrícolas.

## Características y Ecología
Esta especie es de tamaño pequeño a mediano en comparación con otros miembros de su familia, con adaptaciones para el vuelo rápido en espacios abiertos. Mimetillus moloneyi es insectívoro y utiliza la ecolocación para detectar y capturar insectos en vuelo, especialmente durante las horas de crepúsculo.

## Conservación
La especie está catalogada como de preocupación menor (LC) según la Lista Roja de la UICN, debido a su amplia distribución y capacidad de adaptarse a diversos tipos de hábitat. Sin embargo, enfrenta amenazas de pérdida de hábitat y uso de pesticidas en áreas agrícolas que pueden afectar su fuente de alimento.